# UNIVERSITAS Austria
UNIVERSITAS Austria ist mit über 800 Mitgliedern der größte Berufsverband für Dolmetschen und Übersetzen in Österreich. Der unpolitische und nicht auf Gewinn ausgerichtete Verband wurde am 29. Juni 1954 unter dem Namen Österreichischer Dolmetscherverband UNIVERSITAS und dem Zusatz Vereinigung der akademischen Übersetzer und Diplom-Dolmetscher gegründet. UNIVERSITAS Austria ist Mitglied der Fédération internationale des traducteurs (FIT).

## Ziele
Das Ziel des nach dem österreichischen Vereinsgesetz organisierten Verbandes besteht laut Statuten darin, den Zusammenschluss der Übersetzer und Dolmetscher Österreichs zur Wahrnehmung ihrer Standes- und Berufsinteressen zu bewirken. Es obliegt ihm daher insbesondere:
- die Vertretung der gemeinsamen Standes- und Berufsinteressen der Mitglieder im In- und Ausland, vor allem durch Aufklärung der Öffentlichkeit über die Qualifikation universitär ausgebildeter Übersetzer und Dolmetscher, durch Wahrung und Schutz des Standesansehens sowie durch Ausarbeitung von Richtlinien für die Erbringung von translatorischen Leistungen
- die Förderung und Pflege der wissenschaftlichen Arbeit auf allen das Übersetzen und Dolmetschen sowie die Sprachausbildung betreffenden Gebieten im Zusammenwirken mit den translationswissenschaftlichen Ausbildungsstätten an Österreichs Universitäten

Zur Erreichung dieser Ziele trifft der Verein insbesondere folgende Maßnahmen:
- Herstellung und Pflege dauernder Verbindungen zu interessierten Wirtschaftskreisen sowie privaten und öffentlichen Stellen des In- und Auslandes
- Veranstaltung von Zusammenkünften, Bildung von Arbeitsausschüssen, Herausgabe von Veröffentlichungen, insbesondere einer Verbandszeitschrift, Unterstützung der Bibliotheken der translationswissenschaftlichen Ausbildungsstätten an Österreichs Universitäten, Vertretung der Interessen der Mitglieder bei den öffentlichen Behörden, wie etwa durch die Erstellung von Gutachten bzw. die Überreichung von einschlägigen Eingaben und das Vorgehen gegen unlauteren Wettbewerb

## Organisation
Laut Statuten ist im Vorstand ein Präsident, ein Vizepräsident, ein Kassier sowie ein Vizekassier vorgesehen. Dazu können bei den alle zwei Jahre stattfindenden Vorstandswahlen anlässlich der Mitgliederversammlung bis zu acht weitere Vorstandsmitglieder gewählt werden. 
Zusätzlich zum Vorstand sind folgende Ausschüsse bzw. Arbeitsgruppen eingerichtet, die autonom, aber in Abstimmung mit dem Vorstand tätig sind: Ausschuss für Übersetzen, Ausschuss für Dolmetschen, Ausschuss für Community Interpreting, Ausschuss für Fortbildung, Ausschuss für Nachwuchsförderung sowie Ausschuss für Kommunikation und Öffentlichkeitsarbeit.

## Mitglieder
Es gibt folgende Mitgliedsarten: Ordentliche Mitglieder können professionelle Übersetzer und/oder Dolmetscher werden, wobei deren Berufswohnsitz nicht in Österreich liegen muss. Für Studierende besteht die Möglichkeit der Jungmitgliedschaft. Nicht aktive Translatoren können als Freund des Verbands beitreten. Mitglieder, die sich um den Berufsstand verdient gemacht haben, können zu Ehrenmitgliedern ernannt werden.
Nach zweijähriger ordentlicher Mitgliedschaft und einer internen Qualifikationsprüfung besteht die Möglichkeit, die UNIVERSITAS Austria-Zertifizierung zu beantragen. Alle zertifizierten Mitglieder sind über die öffentliche Datenbank auf der Website des Verbandes auffindbar und damit für Aufträge der breiten Öffentlichkeit verfügbar.
Alle Mitglieder sind verpflichtet, die Berufs- und Ehrenordnung des Verbandes einzuhalten. Zur Lösung etwaiger Streitigkeiten unter den Mitgliedern ist ein Schiedsgericht eingerichtet.

## Aktivitäten
Zur Erreichung der oben genannten Ziele sind die Verbandsaktivitäten unter anderem darauf ausgerichtet, die Öffentlichkeit über das Berufsfeld der Translation zu informieren und über die Anforderungen desselben aufzuklären. Dazu dienen unter anderem Informationsveranstaltungen, Presseaussendungen, Kooperationen mit der Wirtschaft, Stände bei Messen, Kooperationen mit Schulen und vieles mehr. Dazu ist UNIVERSITAS Austria in sozialen Medien aktiv (LinkedIn, Facebook, X, Instagram).
Intern liegt der Schwerpunkt auf der Fortbildung der Mitglieder und der Solidarität untereinander. Die Verbandszeitschrift erscheint vierteljährlich und ist auch der Öffentlichkeit über die Verbandswebsite in einer elektronischen Form zugänglich. 
Zur Unterstützung des Berufsstarts junger Translatoren wurde unter dem Namen Maria-Verber-Programm ein Mentoringprogramm eingerichtet.